# Кирил Чолаков
Кирил Маринов Чолаков е български психолог, психиатър, философ и педагог. Известен е най-вече със създаването на метод на психотерапия при неврози познат като „метод на психофизиологична декапсулация“.

## Биография
Роден е на 2 януари 1897 г. в русенското село Гагаля. Завършва гимназия в родния си град. Участва като войник в Първата световна война. Учи философия и педагогика в Софийския университет и медицина във Виена. Работи като лекар на частна практика и училищен лекар в Русенската мъжка гимназия. В периода 1933 – 1937 г. е кандидат за редовен доцент при катедра за нервни болести и психиатрия в Софийския университет. По време на Втората световна война е мобилизиран и работи като невро-психиатър в общовойскова болница в София. От 1946 до 1957 г. е извънреден професор по нервни болести, директор на Пловдивската университетска нервно-психиатрична клиника.
Умира на 23 октомври 1963 г. в София.
Личният му архив се съхранява във фонд № 1197К в Централен държавен архив. Той се състои от 36 архивни единици от периода 1923 – 1965 г.

Ето откъс от една негова статия 
| „ | Умността е нещо, което не стои в непосредствена зависимост от придобитите знания – можем да я намерим дори у лица с твърде оскъдни знания. Кое е онова общо нещо, което намираме у онези, които определяме като „умни“? Когато съзнаваме нещо, които не са ни логически ясни, което ще рече: за които в България възникват съмнения и въпроси относно тяхната същина и относно връзката им с други неща, изпитваме едно особено чувство на неудоволствие. Това чувство изчезва тогава, когато намерим отговор на въпросите. Наличността на такова състояние на въпросност заедно с обусловените от него подбуди за логически развой на съзнанието къв безвъпросност е именно това, което се нарича човешкия ум. Сьстоянието на въпросност и обусловеното от него чувство на логическа неясноста всъщност предхождат познанието, защото то, познанието, не е нищо друго освен безвъпросност, ще рече логически ясно притежаване на една съзнаваност. От друга страна, колкото по-малко хората имат състояния на въпросност, придружени от чувство на логическа неяснота, толкова те биват по-глупави. Следователно глупостта се характеризира с това, че хората нямат ония състояния на въпросност, придружени от неудоволствено чувство, които да съответстват на логическата неяснота, с която съзнават нещата. Тук най-добре допадат думите на Пенчо Славейков:„За тъмните умове всичко е ясно“, което ще рече: макар да не притежават логическа яснота за нещата, глупавите имат състояние на безвъпросност, поради което не изпитват неудоволствено чувство на логическата неяснота. | “ |
| Цитирано по Психология, Азаря Джалдети, Веселин Василев, Румен Стаматов, Просвета, 1992, София, стр. 98 | |   |